# Junior M.A.F.I.A.
Junior M.A.F.I.A. foi um grupo americano de hip hop de Bedford-Stuyvesant, Brooklyn, New York. A sigla M.A.F.I.A., significa Masters At Finding Intelligent Attitudes ("Mestres em encontrar atitudes inteligentes").

## História
Eles foram formados e orientados pelo rapper de Nova York, The Notorious B.I.G., no início de 1990 e lançou seu álbum de estreia, Conspiracy, em 1995. O sucesso dos singles do grupo, "Player's Anthem" (E.U.A. #13) e "Get Money" (E.U.A. #17) ajudou a lançar a carreira de Lil' Kim como artista solo. O grupo tornou-se extinto em 1997 após a morte de The Notorious B.I.G..